# Цианобионт
Цианобионты — это цианобактерии, живущие в симбиозе с эукариотами, в некоторых случаях — внутри клеток эукариот. Цианобионт фиксирует атмосферный азот, а также иногда осуществляет фотосинтез для организма-хозяина. Часто цианобионт передается новому поколению клеток вертикально, например, в случае диатомовых водорослей, лишайников, асцидий, папоротников азолла и некоторых губок. Некоторые цианобионты неспособны осуществлять жизнедеятельность без организма-хозяина.